# O kulcie jednostki i jego następstwach

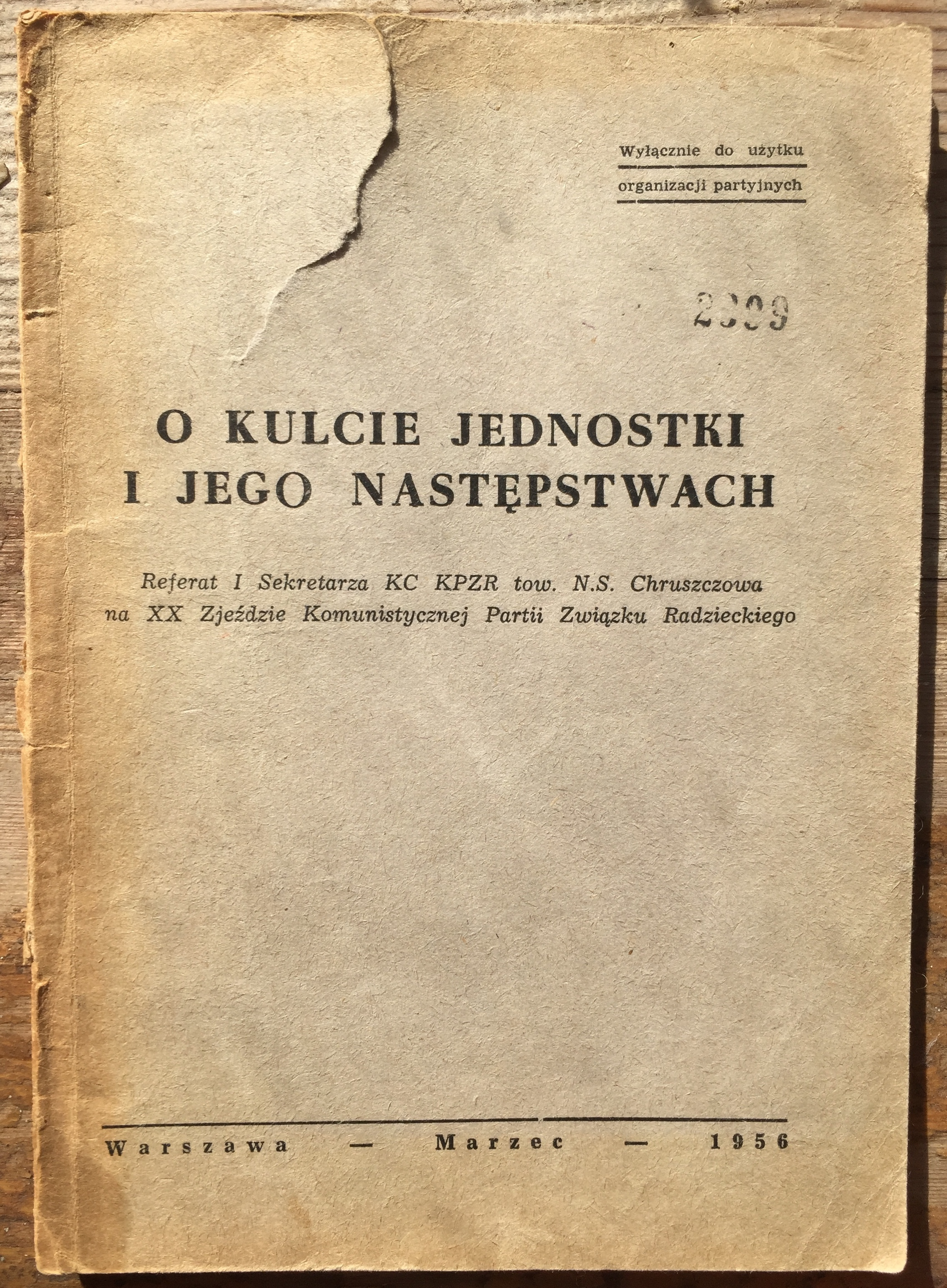
O kulcie jednostki i jego następstwach, Warszawa, Marzec 1956, Pierwsza edycja tajnego referatu, wydanego na użytek wewnętrzny PZPR

O kulcie jednostki i jego następstwach (ros. О культе личности и его последствиях, O kultie licznosti i jego posledstwijach) – tajny referat wygłoszony 24 i 25 lutego 1956 na zamkniętym posiedzeniu XX Zjazdu KPZR przez Nikitę Chruszczowa, sekretarza generalnego KC KPZR, przywódcę ZSRR i następcę Józefa Stalina.

## Treść raportu i jego znaczenie
W referacie tym Stalin został ukazany jako zbrodniarz stojący na czele partii bolszewików, winny zbrodniom, które zostały popełnione, gdy sprawował władzę, i wprowadzeniu tzw. kultu jednostki.
W ten sposób Chruszczow, członek ścisłego kierownictwa WKP(b) od początku wielkiej czystki, obarczył wyłączną odpowiedzialnością za terror zmarłego Stalina i rozstrzelanego później Berię, z czasem ujawniając kolejnych polityków odpowiedzialnych za represje.  Odpowiedzialność za krwawy terror została zatem ograniczona do kwestii personalnych, z pominięciem źródeł systemowych. System państwa totalitarnego miał bowiem pozostać nietknięty, przy ograniczeniu policyjnych represji, określanych jako błędy i wypaczenia słusznych założeń systemu monopartyjnej dyktatury bolszewików określanej przez nich jako dyktatura proletariatu.
Oznaczało to gwarancję bezpieczeństwa osobistego dla partyjnej nomenklatury, współpracowników i wykonawców woli Stalina – ludzi, których do władzy wyniósł terror lat 30. XX wieku. Jednocześnie oznaczało to też pozytywne zmiany dla milionów zwykłych ludzi w ZSRR i w podporządkowanych mu krajach satelickich. Chruszczow ogłosił amnestię dla milionów więźniów Gułagu i ograniczył system obozów koncentracyjnych (łagrów) – od tej pory trafiali do nich w zasadzie wyłącznie więźniowie kryminalni.
Rok wygłoszenia referatu stanowi też cezurę czasową początku tzw. odwilży (destalinizacji) w ZSRR, podczas której możliwe stały się publikacje utworów byłych więźniów obozów, jak np. Aleksandra Sołżenicyna.
Nie wszyscy mieszkańcy państwa przyjęli treść referatu ze spokojem. W rodzinnym kraju Stalina i Berii – Gruzji – wybuchły czterodniowe zamieszki, podczas których protestujący domagali się rehabilitacji Stalina i odsunięcia od władzy Chruszczowa.

## Publikacja
W ZSRR do 1989 roku referat nie był publikowany otwarcie, ale bezpośrednio po XX Zjeździe był czytany i omawiany na tzw. dniach otwartych listów – na dostępnych dla wszystkich zebraniach partyjnych i komsomolskich. Tekst referatu został po XX Zjeździe KPZR przekazany KC PZPR, gdzie stanowił druk przeznaczony do użytku wewnętrznego. Kopię jednego z egzemplarzy zdobył wywiad izraelski i przekazał CIA, która ujawniła treść prasie.
Opublikowany na Zachodzie referat wywołał wstrząs przede wszystkim w środowiskach komunistycznych i komunizujących intelektualistów, traktujących dotychczasowe doniesienia o terrorze i zbrodniach w ZSRR jako antykomunistyczną propagandę.
W Polsce szerokie upowszechnienie referatu było pretekstem do antystalinowskich wystąpień w ramach PZPR (rewizjonizm), które w połączeniu z ruchem robotniczym po strajku generalnym i demonstracjach ulicznych w Poznaniu w końcu czerwca 1956 roku, doprowadziły w konsekwencji do wydarzeń polskiego Października, dojścia do władzy Władysława Gomułki i przejściowego złagodzenia polityki partii komunistycznej w Polsce.